# イントゥ・ザ・ハリウッド・グルーヴ〜リミックスド・アンド・リヴィジテッド
イントゥ・ザ・ハリウッド・グルーヴ〜リミックスド・アンド・リヴィジテッド（原題：Remixed and Revisited）は、2003年に発売されたマドンナのリミックスアルバム。

## 概要
1987年にリリースされた『ユー・キャン・ダンス』に続く2枚目のリミックス・アルバム。直前のオリジナルアルバム『アメリカン・ライフ』からの4曲のリミックスと、2003年秋に放映されたGAPのCMで使用された「Into the Hollywood Groove」がフル・ヴァージョンとして初収録、2003年に開催されたMTV VMA 2003のライヴ音源やお蔵入りとなっていたアルバムのセッション曲の全7曲が収録されている。
『アメリカン・ライフ』が不成功だった影響などで、マドンナとしては貧弱なセールスに終わった。

## 収録曲
1. Nothing Fails（Nevins Mix）(3:40)
2. Love Profusion（Headcleanr Rock Mix）(3:16)
3. Nobody Knows Me（Mount Sims Old School Mix）(4:44)
4. American Life（HeadCleanr Rock Mix）(4:01)
5. Like A Virgin/Hollywood Medley（2003 MTV VMA Performance）(5:34)
  - ブリトニー・スピアーズ、クリスティーナ・アギレラと共演し、マドンナが2人とキスをしたことで話題となったパフォーマンスのライブ音源。ミッシー・エリオットもラップで参加。
6. Into The Hollywood Groove（The Passengerz Mix）(3:42)
  - ミッシー・エリオットと共演したリメイク曲。1985年の楽曲「Into The Groove」と最新曲「Hollywood」を合体させたもの。
7. Your Honesty (4:07)
  - 『ベッドタイム・ストーリーズ』の時期に制作された未発表曲。